# Mion
Mión (v starejših virih (napačno) tudi μ-mezon) je v standardnem modelu fizike delcev skupno ime za par osnovnih delcev s pozitivnim in negativnim električnim nabojem. Mioni imajo maso, 207-krat večjo od mase elektrona - 105,6 MeV - in spin 1/2. Enako kot elektroni spadajo v isto družino osnovnih delcev, imenovano leptoni. Tako lahko negativni mion obravnavamo tudi kot izjemno težak elektron. Mione označujemo z μ- in μ+, odvisno od njihovega naboja.
Na Zemlji mioni nastajajo ob razpadu nabitih pionov. Pioni nastajajo v zgornjih plasteh ozračja pod vplivom kozmičnih žarkov in imajo izjemno kratek razpadni čas, vsega nekaj nanosekund. Mioni, ki nastanejo ob razpadu pionov, so prav tako kratkoživi - njihov razpadni čas je 2,2 mikrosekundi. Ker pa imajo mioni veliko kinetično energijo in torej veliko hitrost, je treba za njihovo obravnavo skladno s posebno teorijo relativnosti upoštevati podaljšanje časa, tako da jih je kljub kratkemu razpadnemu času razmeroma enostavno zaznati na površini Zemlje.
Analogno z elektroni in elektronskim nevtrinom obstaja tudi mionski nevtrino, ki ga navadno označujemo z νµ.
Pozitivni mion lahko z elektronom tvori delec, imenovan mionij (μ+e-). Zaradi razlike v masah miona in elektrona je njegovo obnašanje bolj podobno atomu vodika kot pa pozitroniju. Mionij se lahko uporabi pri katalizi jedrskega zlivanja, kjer mioni senčijo odbojno elektrostatično silo med jedri, tako da se ta lažje zlijejo.
Mione je odkril Carl David Anderson s Sethom Neddermeyerjem leta 1938 ob raziskovanju kozmičnih žarkov. Dve leti prej jih je napovedal Hideki Jukava. Anderson je delce najprej imenoval mezotroni. Kmalu so odkrili še druge delce s srednjimi masami in za njih uporabili ime mezoni. Ker je bilo treba različne vrste mezonov med seboj razlikovati, so leta 1947 mezotrone preimenovali v μ-mezone. Kmalu zatem pa so odkrili da se μ-mezon bistveno razlikuje od drugih mezonov, ki so hadroni. μ-mezoni pa so osnovni delci (leptoni), kot elektroni, in niso sestavljeni iz kvarkov. Nazadnje so izraz μ-mezon opustili in ga zamenjali s sodobnejšim, mion.